# Matteo Sclafani
Matteo Sclafani Termine, conte di Adernò (seconda metà del XIII secolo – 1354), è stato un nobile, politico e militare italiano del XIV secolo.

## Biografia
Nacque presumibilmente nella seconda metà del XIII secolo, da una nobile famiglia di origine alemanna giunta in Sicilia in epoca normanna, da Giovanni Antonio, conte di Sclafani, e dalla nobildonna Antonina di Termine. Altre fonti attribuiscono la paternità ad un Berardo Actarino poi divenuto Sclafani, che fu segreto di Sicilia nel 1281, marito di una Francesca.
Alla morte dello zio materno Matteo di Termine poco dopo il 1300 - che fu maestro giustiziere sotto il re Federico III di Sicilia - ereditò da questi un ingente patrimonio immobiliare e fondiario che lo fece diventare uno dei più ricchi nobili siciliani. Nel 1303, il Re di Sicilia lo investì del titolo di I conte di Adernò, la cui baronia situata nel Val Demone gli era pervenuta maritali nomine. Fu descritto nella Descriptio feudorum sub rege Federico come il secondo maggior feudatario di Sicilia dopo Francesco Ventimiglia, conte di Geraci, con una rendita annuale di 1 200 onze e dall'Imperatum Adohamentum sub rege Ludovico come uno dei più ricchi contribuenti, con 97 onze e 15 tarì per un numero di cavalli armati pari a 32 e mezzo. Nel 1320 fondò il borgo di Chiusa Sclafani, nel 1330 fece costruire un imponente palazzo a Palermo, e nel 1344 fece erigere il Monastero di Santa Chiara. 
Nel 1325, Palermo fu assediata dalle truppe angioine guidate da Roberto d'Angiò, duca di Calabria, dove lo Sclafani ne guidò la difesa assieme a Giovanni Chiaramonte, Nicolò Abbate, Enrico Abbate, Simone di Esculo e Giovanni de Calvellis. Divenuto maestro razionale del Regno di Sicilia nel 1326, fu capitano di giustizia di Palermo nel 1333-34.
Da tempo in conflitto e competizione con il cognato Manfredi Chiaramonte, conte di Modica per il dominio su Palermo, entrò a far parte della Fazione dei Catalani, contrapposta a quella dei Latini, capeggiata dagli stessi Chiaramonte. 
Nel 1350, il Conte di Adernò devastò e saccheggiò con le sue milizie diverse località di campagna del Palermitano, e in risposta a ciò, Manfredi Chiaramonte Palizzi, governatore di Palermo, e nipote omonimo del precedente, organizzò una finta rivolta popolare nella città, capeggiata da Lorenzo Morra, un suo antico servitore, per attirarvi lo stesso Sclafani e Blasco II Alagona. Lo Sclafani, che non cadde nella trappola tesa dal Chiaramonte ai catalani, rimase a Ciminna dove egli dimorava, e nel 1351, terminata la rivolta, gli furono confiscati i beni immobiliari posseduti a Palermo.
Ossessionato dalla morte, fece redigere quattro testamenti tra il 1333 e il 1354, anno quest'ultimo in cui morì di peste. Non avendo generato discendenti maschi, alla sua morte si aprì una lite per la successione che durò 43 anni, e ne furono protagonisti il nipote Matteo Moncada Sclafani (figlio di Margherita), e i generi Guglielmo Peralta (marito di Luisa) e Matteo Perollo (marito di una figlia naturale, Francesca).

### Matrimoni e discendenza
Matteo Sclafani, conte di Adernò, si sposò tre volte: la prima con Bartolomea de Incisa, da cui ebbe la figlia Margherita, che sposò Guglielmo Raimondo Moncada Alagona, conte di Agosta; la seconda con Agata Pellegrino, figlia di Pietro Luca, barone di Adernò, da cui non ebbe figli; la terza volta sposò Beatrice de Calvellis da cui ebbe Luisa, che fu moglie di Guglielmo Peralta dei conti di Caltabellotta. Ebbe inoltre anche tre figlie naturali dalla relazione con Rosa di Patti.